# Jerusalém - Belén
Jerusalém - Belén es una localidad del municipio de Balancán ubicado en la subregión de los Ríos del estado mexicano de Tabasco.

## Historia
La localidad fue creada el 15 de noviembre de 2014.

## Geografía
La localidad se ubica a 12 kilómetros (en dirección noroeste) de la localidad de Balancán de Domínguez, la cabecera y lugar más poblado del municipio. Se sitúa en las coordenadas geográficas 17°47′08″N 91°37′27″O / 17.785449, -91.624092, a una elevación de 39 metros sobre el nivel del mar.

## Demografía
Según el Conteo de Población y Vivienda 2020, efectuado por el Instituto Nacional de Estadística y Geografía, la localidad de Jerusalém - Belén tiene 152 habitantes, de los cuales 86 son del sexo masculino y 66 del sexo femenino. Su tasa de fecundidad es de 3.98 hijos por mujer y tiene 22 viviendas particulares habitadas.
| Gráfica de evolución demográfica de Jerusalém - Belén entre 2020 y 2020 |
|                                                                         |
| INEGI.                                                                  |